# Черноморская
Черномо́рская — станица в муниципальном образовании «город Горячий Ключ» Краснодарского края. Административный центр Черноморского сельского округа.

## География
Станица находится в лесной предгорной зоне, на расстоянии 24 км (по автодорогам) к северо-востоку от города Горячий Ключ, административного центра округа.

## История
Станица основана в 1864 году. С конца 1860-х по 1886 год числилась посёлком Черноморский. Входила в Екатеринодарский отдел Кубанской области.

## Население
| 2002 | 2010 |
| ---- | ---- |
| 699  | ↗868 |

## Улицы
| - ул. Восточная, - ул. Гагарина, - ул. Калинина, - ул. Коммунистическая, - ул. Красноармейская, | - ул. Ленина, - ул. Мира, - пер. Новый, - ул. Октябрьская, - ул. Пушкина, | - ул. Свердлова, - ул. Чапаева, - ул. Шевченко, - ул. Школьная. |